# 小行星2877
小行星2877（2877 Likhachev）是一颗围绕太阳公转的小行星。1969年10月8日，柳德米拉·切爾尼赫在克里米亚发现了此天体。
該小行星以蘇聯語言學家德米特里·利哈喬夫命名。
这颗小行星的绝对星等为231.40442等。